# Brosúra

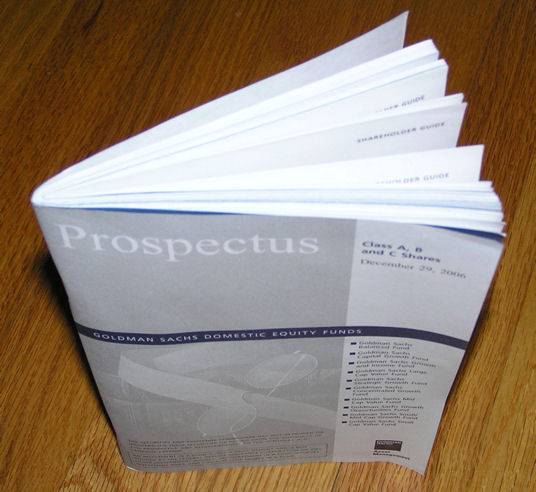
Egy brosúra

A brosúra egy rövid, kis terjedelmű kiadvány, amelyet információk közlésére vagy reklám céljából készítenek. Tartalmazhat szöveget, képeket, grafikákat és egyéb vizuális elemeket, hogy vonzó és informatív legyen. Gyakran használják termékek, szolgáltatások, események vagy szervezetek bemutatására.

## A brosúra szó eredete
A „brosúra" a francia brochure (‘tűzés; füzet, fűzött könyvecske’) szóból (német megfelelője: Broschüre), az a latin "brochura" szóból származik, ami pedig a görög "brokhos" szóra vezethető vissza, és ami "tűzött könyvet" vagy "iratot" jelent. Egy másik teória szerint a késői latin brocca (‘tű’) szóra vezethető vissza.
A középkorban használták először ezt a kifejezést az írott anyagokra, amelyek lapjait tűvel varrták össze.
A pártállami idők elején a kötelező ideológiai oktatás anyagát tartalmazó füzetek egyike. Ilyen értelemben használták a "le van maradva egy brosúrával" kifejezést, ami azt jelentette, hogy valaki nem ismeri a legfrissebb politikai vagy ideológiai fejleményeket.

## A brosúra fajtái
A brosúrák tartalma sokféle lehet, attól függően, hogy nyomtatás után milyen célt szolgálnak. Íme néhány gyakori tartalmi típus:
Termékbemutató brosúra:
- A cég vagy a termékek részletes bemutatása
- Termékfotók és illusztrációk
- Műszaki adatok és specifikációk
- Árak és elérhetőség
- Vásárlási feltételek és garancia

Szolgáltatásbemutató brosúra:
- A cég által nyújtott szolgáltatások részletes leírása
- A szolgáltatások előnyei és értékei
- Referenciák és sikertörténetek
- Árak és elérhetőség
- Kapcsolattartási adatok

Eseménybrosúra:
- Az esemény neve, időpontja és helyszíne
- Az esemény programja és résztvevői
- Előadók és fellépők bemutatása
- Jegyárak és regisztrációs információk
- Szállás- és étkezési lehetőségek

Oktatási brosúra:
- Valamilyen témával kapcsolatos ismeretek átadása
- Szakmai cikkek és tanulmányok
- Gyakorlati tanácsok és tippek
- Illusztrációk és ábrák
- Források és további információk

Cégbemutató brosúra:
- A cég története, küldetése és értékei
- A cég tevékenységi területei és piacai
- A cég vezetői és munkatársai
- A cég eredményei és sikerei
- Kapcsolattartási adatok

Turisztikai brosúra:
- Egy adott hely vagy régió nevezetességeinek bemutatása
- Látnivalók és programok ajánlása
- Szállás- és étkezési lehetőségek
- Közlekedési információk
- Térképek és hasznos tippek

Egyesület vagy szervezet bemutató brosúrája:
- Az egyesület céljai és tevékenységei
- Az egyesület tagjai és vezetői
- Az egyesület által elért eredmények
- A tagság feltételei és előnyei
- Kapcsolattartási adatok

Ezen kívül számos más brosúratípus is létezik, például:
- Kiadványok: Ismeretterjesztő vagy tudományos témájú brosúrák
- Reklámbrosúrák: Termékek vagy szolgáltatások népszerűsítésére szolgáló brosúrák
- Tájékoztató brosúrák: Valamilyen témával kapcsolatos alapvető információkat tartalmazó brosúrák
- Katalógusok: Termékek vagy szolgáltatások széles választékát bemutató brosúrák

A brosúra tartalma mindig a célközönség igényeihez és a brosúra céljához kell hogy igazodjon. Fontos, hogy a tartalom legyen informatív, érdekes és könnyen érthető. A brosúra vizuális megjelenése is fontos szerepet játszik a hatékonyságában. A képek, illusztrációk és a tipográfia összhangban kell hogy legyenek a tartalommal és a cég arculatával.